# Berberis buchananii
Berberis buchananii är en berberisväxtart som beskrevs av Camillo Karl Schneider. Berberis buchananii ingår i släktet berberisar, och familjen berberisväxter. Inga underarter finns listade i Catalogue of Life.